# 233街車站
233街車站（英語：233rd Street station）是紐約地鐵IRT白原路線一個慢車地鐵站，位於布朗克斯233街及白原路交界，設有2號線（任何時候停站）與5號線（僅繁忙時段的尖峰方向停站）列車服務。

## 車站結構
| 月台層 | 側式月台 | 側式月台 |
| 月台層 | 北行慢車 | ← 往威克菲爾德-241街 (涅雷大道) ← 黃昏繁忙時段往涅雷大道 (涅雷大道)                                                   |
| 月台層 | 尖峰快車 | → 無定期服務 |
| 月台層 | 南行慢車 | ← 經第七大道往夫拉特布什大道-布魯克林學院 (225街) → ← 早上繁忙時段經萊辛頓大道往夫拉特布什大道-布魯克林學院 (225街) → |
| 月台層 | 側式月台 | |
| 夾層   | 夾層     | 閘機、車站詢問處、Metrocard自動售票機 升降機位於白原路及233街西北角                                                   |
| Ground | 街道層   | 出入口 |

此高架車站於1917年3月31日啟用，設有兩個側式月台和三條軌道。中央快車軌道不營運。

## 外部連結
维基共享资源上的相關多媒體資源：233街車站
- nycsubway.org—IRT White Plains Road Line: 233rd Street
- nycsubway.org — Secret Garden: There's No Place Like Home Artwork by Skowmon Hastanan (2006)（页面存档备份，存于）
- Station Reporter — 2 Train
- The Subway Nut — 233rd Street Pictures（页面存档备份，存于）
- MTA's Arts For Transit — 233rd Street (IRT White Plains Road Line)
- 233rd Street entrance from Google Maps Street View
- Platforms from Google Maps Street View（页面存档备份，存于）